# Schmierstoffgeber
Ein Schmierstoffgeber gibt Öl oder Schmierfett in bestimmter Menge selbständig an ein Maschinenteil, um es zu schmieren. Er hat einen Vorratsbehälter mit Schmierstoff der, nachdem er aufgebraucht wurde, manuell wieder aufgefüllt werden muss (Verlustschmierung). Dieser Vorrat kann eine Schmierstelle bis zu 3 Jahre lang selbsttätig versorgen, deshalb wird er auch als halbautomatische Einzelschmierung bezeichnet. Der Schmierstoff wird direkt oder über einen Schlauch, über Pinsel bzw. Bürste auf das zu schmierende Objekt gegeben.
Schmierstoffgeber werden dort eingesetzt wo manuelle Schmierung nicht ausreicht, sich eine Zentralschmieranlage aber nicht rechnet, oder die Schmierstelle aufgrund der Bewegung schlecht erreichbar ist. Schmierstellen sind z. B. Wälzlager, Ketten und Linearführungen.
Andere Bezeichnungen sind Schmierstoffspender, Ölspender, Selbstöler.
Man unterscheidet nach dem Schmierstoff in Öl- und Fett-Schmiervorrichtungen.

## Öl-Schmierstoffgeber

### Tropföler
Der Tropföler hat ein Kunststoff- oder Glasbehälter an dem durch ein Nadelventil die abfliesende Ölmenge reguliert wird. Er muss bei Stillstand der Maschine abgestellt werden.
Er wird mit dem unteren Gewinde am Maschinenteil oberhalb der Schmierstelle befestigt. In DIN 3401 sind Tropföler und Ölgläser in 11 Größen genormt, deren Whitworth-Rohrgewinde reichen von: R 1/8" bis R 1".
Im Bild rechts wird durch Drehen der roten Mutter die Höhe der Nadel (braun) und damit die Ölmenge eingestellt. Zum Abstellen wird der obere Knopf (grün) waagerecht gekippt. Dabei drückt die innere Feder die Nadel nach unten und verschließt die Öffnung des Nadelventils.
Mehrfachtropföler können 2–10 Schmierstellen versorgen. Sie haben eine Verteilerbatterie mit je einem Nadelventil für jede Schmierstelle.
Elektrotropföler haben ein Ventil zum Absperren bei ausgeschalteter Maschine.

### Dochtöler
Der Dochtöler kombiniert Schwerkraftzufuhr mit der Kapillarwirkung im Docht, um eine konstante Ölzufuhrrate unabhängig vom Füllstand im Behälter zu gewährleisten.

### Nadelöler
Der Nadelöler (Nadelschmierapparat) besitzt ein gläsernes, flaschenartiges Gefäß, dessen dünnes Ausflussröhrchen nach unten gerichtet ist. Steht der zu schmierende Maschinenteil still, so kann wegen des Luftdrucks kein Öl heraustreten, durch eine Bewegung des Maschinenteils wird jedoch fortwährend das Öl am unteren Ende des nach Art einer Schreibfeder wirksamen Stiftes abgestreift, so dass das darüber befindliche infolge der Schwere nachsinkt und durch Kohäsion etwas Öl aus dem Glasgefäß nach sich zieht. (aus Meyers Konversations-Lexikon, 1885)
Die Nadelschmierung hat den Vorteil, dass bei Stillstand kein Öl verbraucht wird.

## Fett-Schmierstoffgeber

### Fettkastenschmierung
Über der Schmierstelle befindet sich ein geschlossener Vorratsbehälter in den Block- oder Brikettfett hineingelegt wird. Durch Schwerkraft oder mit Hilfe einer Feder und Druckplatte drückt das Fett direkt gegen die Gleitfläche.

### Federdruck Antrieb
Beim Federdruck-Schmierstoffgeber (Fettbüchse) drückt eine Feder permanent auf den Kolben des mit Schmierfett gefüllten Vorratsbehälters. Durch eine Regulierungsschraube am Ausgang kann die Fettmenge eingestellt werden.

### Chemischer Antrieb

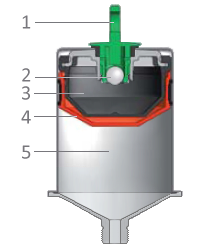
Chemisch angetriebener Schmierstoffgeber 1-Aktivierungsschraube, 2-Gaserzeuger, 3-Elektrolyt, 4-Kolben, 5-Schmierstoff

Schmierstoffgeber mit chemischem Antrieb nutzen eine Gas erzeugende chemische Reaktion die über einen Kolben den Schmierstoff langsam aus dem Vorratsbehälter in das Maschinenteil drückt.
Zur Aktivierung des Systems wird eine Schraube (1) eingeschraubt. Dabei fällt eine Tablette aus einer gesinterten ZnMo-Legierung (2) in die Elektrolyt-Flüssigkeit (3) (z. B. Zitronensäure) und wird von dieser zersetzt. Damit die Schmierung in regelmäßigen Abständen stattfindet, wird ein Ölrückhalteventil eingesetzt. Bei diesen wird ab einem gewissen Druck das Ventil geöffnet und der Schmierstoff abgegeben.
Der Vorratsbehälter enthält 15–250 cm³ Schmierstoff.
Durch unterschiedliche Farbmarkierungen der Aktivierungsschraube oder mit einem Schalter können Schmierzeiten von 1, 3, 6 oder 12 Monaten eingestellt werden, bei einem maximalen Druck von meist 4 bar. Ein Hersteller bietet auch 18 Monate oder einen Druck bis zu 7,5 bar.

### Elektromechanischer Antrieb
Schmierstoffgeber mit elektromechanischem Antrieb bewegen den Kolben des Vorratsbehälters über einen Motor mit Getriebe. Dazu haben sie eine Batterie eingebaut oder werden von der Maschine mit Spannung versorgt. Mit ihnen sind Drücke bis 25 bar möglich.
Es gibt auch Schmiersysteme, bei denen eine elektronisch gesteuerte Pumpe unterhalb des Vorratsbehälters den Schmierstoff in 1–36 Monaten oder von der Maschinensteuerung individuell vorgegeben in 1–4 Auslässen mit bis zu 70 bar drückt.